# Cigudosa

Mapa umístění

Cigudosa je španělská obec provincie Soria v autonomním společenství Kastilie a León.
Největší počet obyvatel měla obec v roce 1940 (502), od té doby jejich počet stále klesá. Podle sčítání v roce 2014 zde žije jen 32 lidí.